# هوپ ولی (رود آیلند)
هوپ ولی (به انگلیسی: Hope Valley) شهری در ایالت رود آیلند کشور ایالات متحده آمریکا است که جمعیت آن در سرشماری سال ۲۰۱۰ میلادی، ۱٬۶۱۲ نفر بوده‌است.